# Gohei

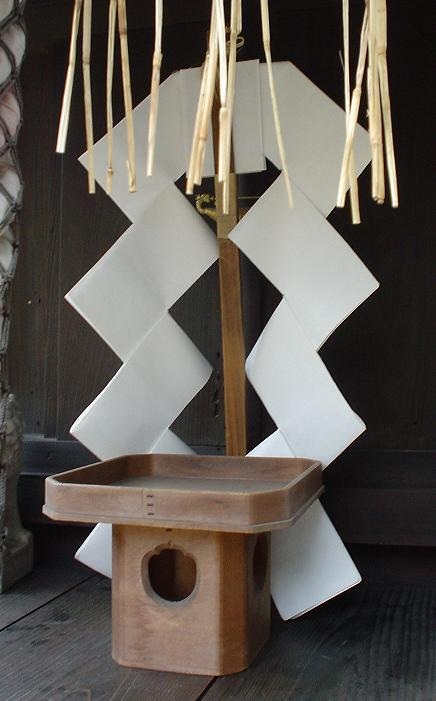
Gohei devant un sanctuaire à Uji.

Un gohei (御幣) est, dans les rituels shinto, un objet dédié aux kamis. Il est constitué de deux shide, bandes de papier plié, fixées à un pilier de bambou ou pendues au bout d'une baguette de purification. Ils se trouvent également fixés aux shimenawa mais se présentent aussi sous forme de guirlandes.
À l'origine, il s'agissait de vêtements de tissu, exposés en offrande aux dieux. Ils sont devenus avec le temps des reliques d'essence divine, vénérées et utilisées pour repousser ou capter les esprits malveillants.
Les croyances shinto étant populaires, il n'est pas rare de voir une guirlande de gohei orner une voiture dont on vient de faire l'acquisition, entourer un terrain à bâtir ou suspendue au-dessus d'un pas de porte.
Les shide sont un lien ou une barrière entre le monde spirituel et notre monde profane. Étymologiquement, on peut supposer que shide est un mot provenant du mot shidesu, « signifier ». Les gohei signifient donc ce lien en question. Plus explicitement, les shide servent à purifier.
On s'interroge toujours sur l'origine de la forme des gohei, mais certaines théories évoquent sa ressemblance avec des éclairs capables de chasser les esprits grâce à leur lumière ; d'autres opposent la forme saccadée du zigzag des shide à celle du cercle qui, lui, évoque le groupe ou le rassemblement.
Quant au frottement du papier, il provoque un son agréable qui, selon les croyances shinto, garderait les dieux en éveil.
Bien que les gohei soient faits généralement de papier blanc, on rencontre occasionnellement des gohei en papier d'autres couleurs, particulièrement dorés ou argentés.
Il est très simple de fabriquer un gohei, mais le papier utilisé nécessite d'être stratégiquement découpé avant d'être plié. La manière de le plier diffère selon les sanctuaires.
Un gohei est aussi appelé onbe (御幣), heisoku (幣束), ou nusa (幣).

## Sources
- Louis Frédéric, Le Japon. Dictionnaire et civilisation, Éditions Robert Laffont, coll. « Bouquins », 1999, 1 470 p.  (ISBN 2-221-06764-9).